# Giuseppe Grandi (alpino)
Giuseppe Grandi (Limone Piemonte, 20 febbraio 1914 – Arnautowo, 27 gennaio 1943) è stato un militare italiano. 
Tenente del Corpo degli alpini, fu insignito della Medaglia d'oro al valor militare alla memoria per il coraggio dimostrato in combattimento durante la Seconda battaglia difensiva del Don.

## Biografia
Nato a Limone Piemonte il 20 febbraio 1914, figlio di Ciro Menotti e Enrica Cardani, si diploma in ragioneria presso l'Istituto Tecnico Galilei di Firenze. Nel 1934 viene ammesso all'Accademia Militare di Modena, da dove esce con il grado di Sottotenente in Servizio Permanente Effettivo (S.P.E.) nel 1936. Dopo avere frequentato la Scuola di Applicazione di Torino, alla fine del corso viene assegnato al 5º Reggimento Alpini. Dal 1º ottobre 1938 è promosso al grado di Tenente e diventa istruttore, e poi allenatore, presso la Scuola centrale militare di alpinismo di Aosta. In seno al battaglione "Tirano", partecipa alle vicende del fronte occidentale, e dopo la firma dell'Armistizio di Villa Incisa rientra presso la Scuola di Aosta.
Nel luglio del 1942 viene inviato sul fronte russo al comando della 46ª Compagnia
del Battaglione alpino "Tirano".
Il 26 gennaio 1943 viene gravemente ferito all'addome nei pressi di Nikolaevka, in località Arnautowo.
In queste condizioni incoraggia i suoi alpini:
 Alla sera, arrivati a Nikolajewka, viene confessato da un Cappellano militare. Il giorno successivo i suoi alpini non lo abbandonano nonostante l'ordine di abbandonare i feriti e lo trascinano su una slitta inutilmente perché muore lo stesso giorno. Viene sepolto lungo la pista della ritirata il 28 gennaio. Dopo la sua morte verrà promosso al grado di Capitano con anzianità dal 1º gennaio 1942, e successivamente insignito della Medaglia d'oro al valor militare alla memoria.
Eugenio Corti nel suo romanzo Il cavallo rosso ricorda l'avvenimento nelle pagine che riguardano la ritirata della Brigata alpina "Tridentina" dal fronte russo.